# Anthony Clarke (hispanista)
Anthony Hedley Clarke (Birstall, Inglaterra, 19 de junio de 1939 - Birmingham, 16 de abril de 2020), fue un investigador, ensayista e hispanista británico, experto en la obra del escritor costumbrista José María de Pereda.

## Sus investigaciones
Fue profesor y Senior Honorary Research Fellowen del Departamento de Estudios Hispánicos de la Universidad de Birmingham.
Sus libros, artículos y ediciones estudian la narrativa europea del siglo XIX, con especial énfasis en la novela española de su segunda mitad. Este interés ya se manifiesta desde su tesis doctoral, presentada en 1963 con el título Don José Mª de Pereda and the Feeling of Nature in the 19th Century Spanish Novel.
Durante más de cincuenta años, mantuvo una estrecha relación con Polanco, cuna de Pereda, municipio del que fue declarado Hijo Adoptivo en 2001.
Aprovechando sus estancias en Cantabria, coordinó y participó en numerosos actos, presentaciones, charlas divulgativas y colaboraciones con otros especialistas.
Fue miembro de la Sociedad Menéndez Pelayo.
Aquejado de la enfermedad de Alzheimer, sufrió un episodio leve de Covid-19 poco antes de su fallecimiento.

## Obras y artículos
- Pereda, Paisajista, Institución Cultural de Cantabria, 1969.[5]
- Manual de bibliografía perediana, ISBN 978-84-000-4006-2, Institución Cultural de Cantabria, 1974.[6]
- Conferencia Al primer vuelo: Contribuciones al estudio de una cenicienta, en el seminario Nueve lecciones sobre Pereda de la UIMP, ISBN 84-85349-42-3, Institución Cultural de Cantabria, 1983.
- Edición, introducción y notas de la novela Peñas arriba, ISBN 978-84-239-7479-5, Austral, 1999.
- Codirección con José Manuel González Herrán, edición y comentarios de varios de los 11 tomos de las Obras Completas de José María de Pereda, ISBN 978-84-86360-89-4, Tantín, 1989-2010.
- Prólogo de El sabor de la tierruca, tomo 5 de la colección anterior, 1992.
- Edición y prólogo de Santander, de Edgar Allison Peers, ISBN 978-84-96920-14-9, Tantín, 2008.
- Junto a Trevor Dadson, edición y notas de La España del siglo XIX vista por dos inglesas, de Lady Holland y la novelista George Eliot, ISBN 978-84-9911-164-3, Institución Fernando el Católico, 2012.